# Лісовий Ігор Андрійович
Лісовий Ігор Андрійович — український дослідник Стародавньої Греції і Стародавнього Риму, автор історично-наукових праць. Випускник кафедри класичної філології Львівського університету, кандидат історичних наук.
Автор довідника з історії та культури Стародавньої Греції і Риму: Античний світ у термінах, іменах і назвах. — 1988, Львів.